# Hermandad del Cerro (Sevilla)
La Hermandad del Cerro  es una cofradía de culto católico con sede en la Parroquia de Nuestra Señora de los Dolores del barrio del Cerro del Águila, en la ciudad de Sevilla, comunidad autónoma de Andalucía (España).
Su nombre oficial es Fervorosa Hermandad Sacramental y Cofradía de Nazarenos del Santísimo Cristo del Desamparo y Abandono, Nuestro Padre Jesús de la Humildad y Nuestra Señora de los Dolores.

## Historia
En 1943 se erigió en el barrio del Cerro del Águila la iglesia parroquial de Nuestra Señora de los Dolores. La hermandad se fundó en 1945, con carácter sacramental y sus reglas como hermandad de penitencia fueron aprobadas en 1987. En 1989 realizó su primera estación de penitencia a la Santa Iglesia Catedral.
En 1980 celebró el 25 aniversario de la bendición de su titular y, al año siguiente, la Diputación Provincial de Sevilla cede a la hermandad el Cristo del Desamparo y Abandono, que se encontraba depositado en la iglesia de San Gil, aunque era procedente de San Luis de los Franceses. La imagen fue restaurada en 1982 por Antonio García Romero y por Juan Manuel Miñarro.
La hermandad encargó una imagen de san Juan Evangelista a Juan Manuel Miñarro que fue bendecida en 1988, el mismo año en que fueron presentadas las túnicas de sus nazarenos y en el que la corporación fue apadrinada por la Hermandad de la Cena. Ese mismo año salió en la estación de penitencia de la Hermandad de la Cena una representación de la hermandad del Cerro. 
El Martes Santo del año siguiente realizó su primera salida procesional como hermandad de penitencia, con una cruz arbórea donada por la Hermandad de la Cena, haciendo la primera llamada Manuel del Valle Arévalo, alcalde de Sevilla, y siendo acompañada durante la carrera oficial hasta la Catedral de Sevilla por Carlos Amigo, cardenal-arzobispo de Sevilla.
Las figuras que acompañan al crucificado fueron realizadas en 1990 por Juan Manuel Miñarro. Un año más tarde realizó su estación de penitencia desde la iglesia de San Sebastián a causa de las obras en su sede, lo que dio lugar al hermanamiento con la Hermandad de la Paz, a quien concedió la medalla de oro en agradecimiento. Fruto de este hermanamiento surgió un lazo de unión entre ambas, que culminó con el nombramiento de hermana mayor honoraria de la del Cerro.
En 1998 la hermandad le entregó a la Policía Autonómica el título de hermano honorario.
El Viernes de Dolores de 2002 el Ayuntamiento le impuso a la Virgen de los Dolores la Medalla de Oro de la Ciudad.
El 15 de septiembre de 2002, festividad litúrgica de Nuestra Señora de los Dolores, tuvo lugar la coronación canónica de la Santísima Virgen. En el transcurso de la ceremonia se dedicó el nuevo templo parroquial. Por la tarde, la Virgen realizó una procesión extraordinaria por el barrio.
En 2004 fue bendecida la imagen de Jesús portando la cruz, obra de Juan Manuel Miñarro, para la parroquia de la hermandad. Esta imagen fue incorporada como titular con el nombre de Jesús de la Humildad. En junio de 2015 fue aprobado en cabildo de hermanos el diseño del paso procesional de la Imagen, obra del taller de Francisco Verdugo. El sueño se vio culminado el Martes Santo 16 de abril de 2019, en que realizó su primera estación de penitencia a la Catedral. La salida fue apoteósica, al Señor le fueron lanzados claveles rojos desde los balcones, como muestra de cariño de su barrio.
En el año 2022 se celebró el centenario de la fundación del barrio del Cerro del Águila con multitud de actos conmemorativos. Destacó la Salida Extraordinaria de la Virgen de los Dolores bajo palio por las calles de su barrio en la jornada del 24 de septiembre.
La Hermandad del Cerro tiene 1550 nazarenos.

## Pasos de la hermandad

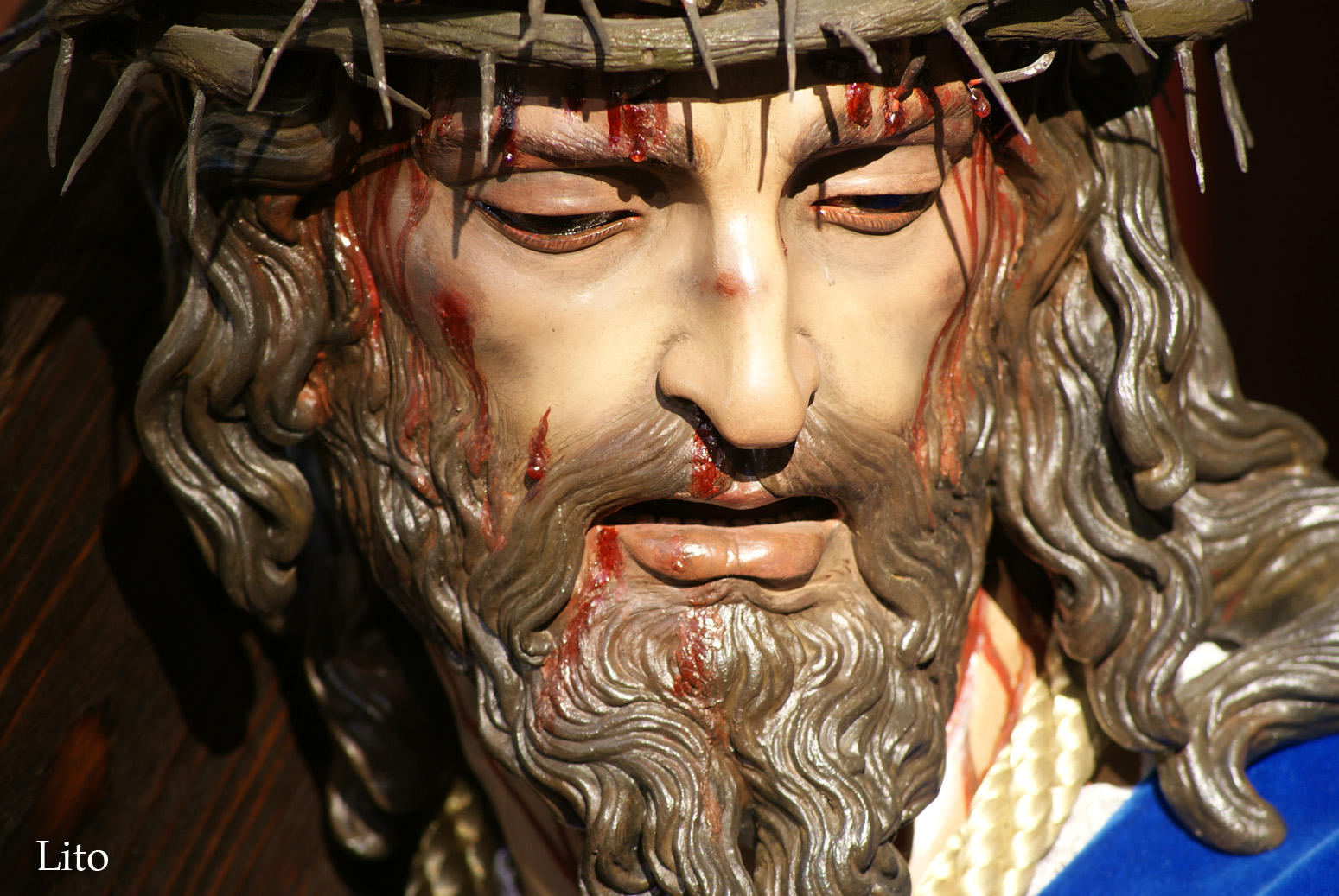
Nazareno de la Humildad.

### Paso de Nazareno
El paso de Nuestro Padre Jesús de la Humildad es el primero de los pasos de la hermandad desde el año 2019. En él se representa a Jesús cargando con la Cruz al hombro.
La imagen de este Jesús Nazareno fue realizada en los años 2003-2004 por Juan Manuel Miñarro López. Es de talla completa realizada en madera de cedro y presenta una altura de 1,83 m. Es un paso diseñado y tallado por el maestro tallista Francisco José Verdugo Rodrigo, barroco en sus líneas, perfiles y bombos pero innovador en la manera de combinarlos. El paso se va cerrando hacia la propia imagen ya que la peana arranca desde la propia esquina del respiradero.

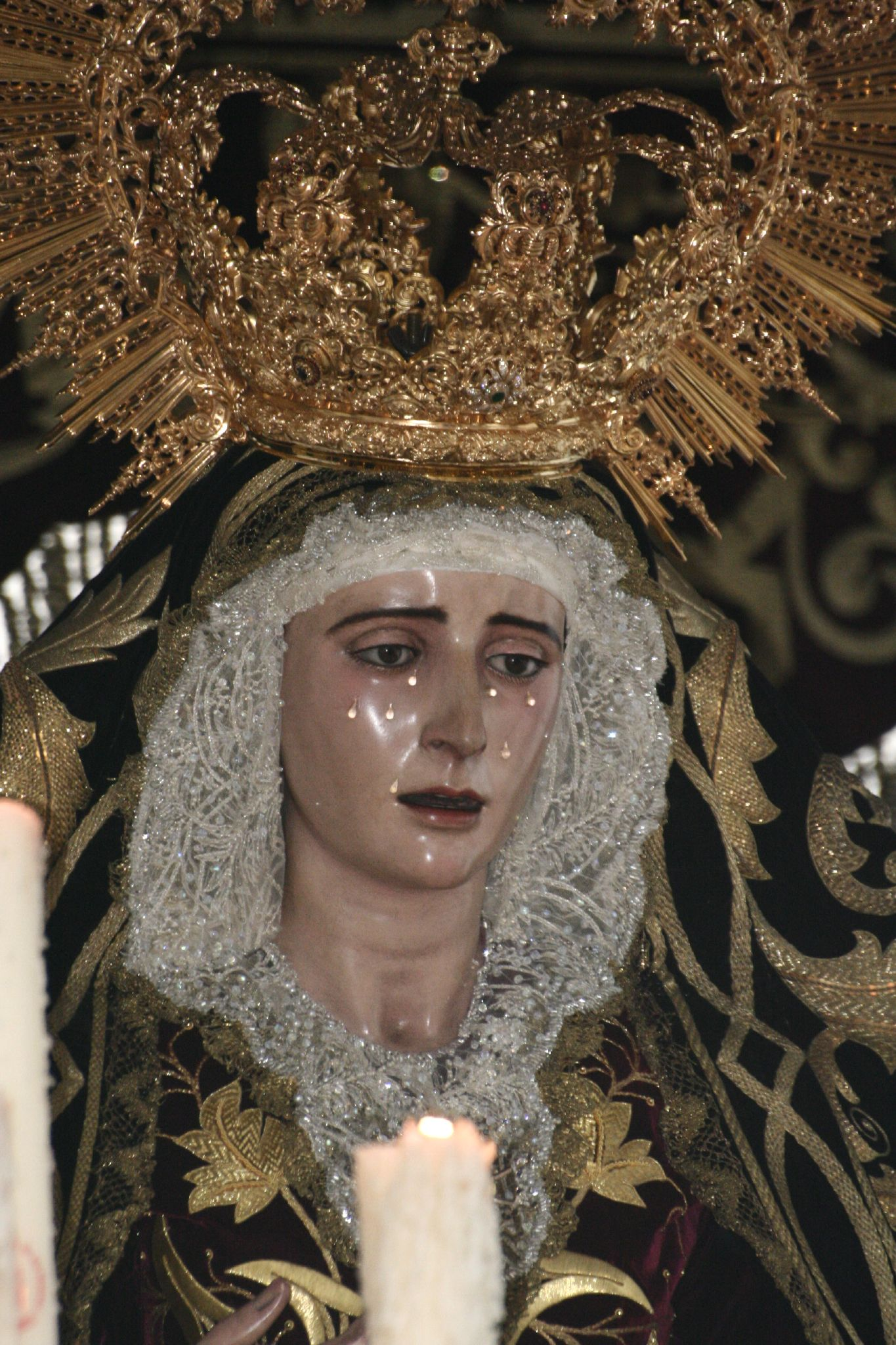
Virgen de los Dolores.

### Paso de Misterio
El segundo paso de la hermandad representa a Jesucristo muerto en la cruz ante la mirada de Longinos en actitud de arrepentimiento, al que acompañan dos soldados romanos y un sayón. 
La imagen del Cristo del Desamparo y Abandono se ha atribuido al círculo de Francisco de Ocampo, de la primera mitad del siglo XVII, o a José de Arce, de la segunda mitad del siglo XVII. Fue restaurada en 1982 y 1986, y tiene potencias doradas. Las figuras secundarias del misterio son obra de Juan Manuel Miñarro, realizadas entre 1988 y 1989. Además, restauró los romanos en el año 2000, mismo año en que el taller de los Hermanos Delgado reformó las corazas para adaptarlas a las referidas imágenes.
El paso del misterio fue estrenado en el año 2001. Está realizado en madera negra de caoba, y en su canasto central contiene una cartela con la imagen del Señor de la Victoria, regalo de la Hermandad de la Paz, de la que es titular; el resto de cartelas son de orfebrería plateada, obra de Delgado López. Está iluminado por candelabros de guardabrisas y faroles plateados.

### Paso de palio
En tercer lugar desfila el paso de Nuestra Señora de los Dolores bajo palio. La Virgen es una imagen realizada en 1955 por Sebastián Santos y fue restaurada en 1985. Desde el año 2002 luce corona de oro de ley. Su manto de salida fue diseñado por Francisco Carrera Iglesias en terciopelo negro con bordados en oro. Posee tres sayas de salida que se van alternando cada año.
El paso de palio tiene orfebrería en alpaca plateada, con respiraderos, varales, jarras, faroles entrevarales, candelería, candelabros de cola y peana. El palio es de terciopelo color burdeos con bordados; la bambalina central está bordada en oro y fue estrenada en 1992, mientras que la gloria del techo lo fue en 1994, y reproduce un óleo de la Virgen de la Antigua, obra de Juan Manuel Rodríguez Ojeda. Fue restaurado en el año 2000 por Leo Velázquez, hermana de la corporación.

### Rocío del Cerro - Hermandad que también reside en la Parroquia pero ajena a la de Penitencia

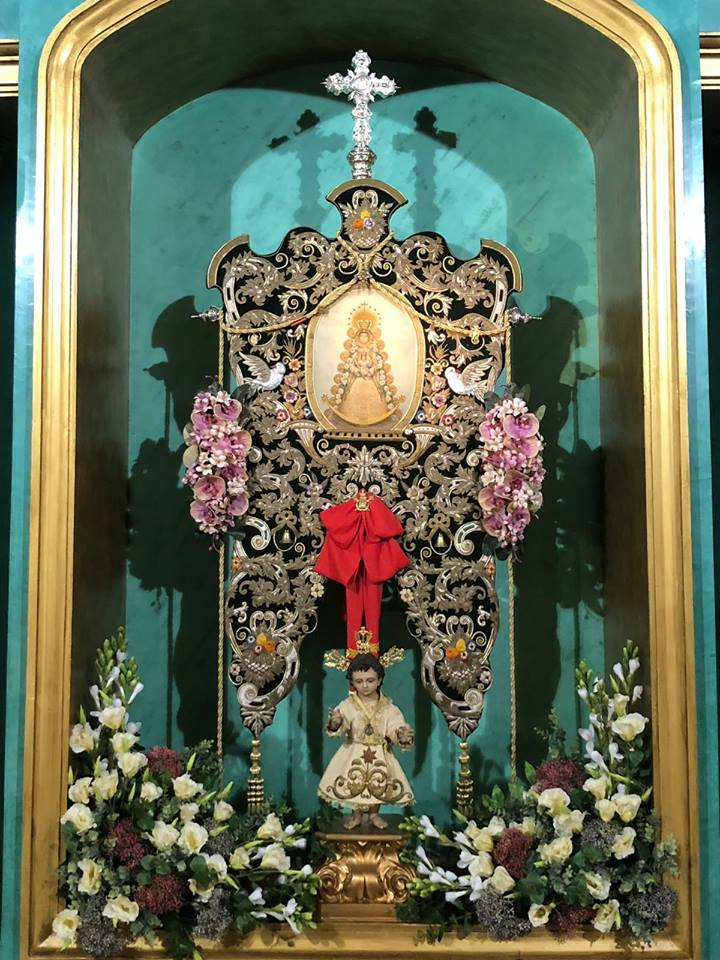
Simpecado del Rocío.

Su origen fue una Asociación establecida en 1979, reconocida oficialmente como Hermandad el 19 de abril de 1986. Hizo por primera vez su romería en el año 1987, amadrinada por la Hermandad de Villamanrique de la Condesa, la más antigua entre las filiales de Almonte. Ésta del Cerro tiene adjudicado el puesto septuagésimo primero entre dichas filiales y se presentó en el Rocío en la mañana del sábado 6 de junio del citado año 87. A pesar, pues, de su reciente fundación, poco a poco irá acrisolando su historia, dentro de esa gigantesca órbita rociera, que durante los últimos años se halla en plena onda expansiva.
La Hermandad, establecida en barrio periférico pero trabajador y animoso, se siente apoyada en todo momento por las gentes de ese barrio, tal y como cada primavera queda demostrado. Por eso también va paulatinamente incrementando su patrimonio, mediante sucesivas reformas o estrenos.

## Música
- Delante de la cruz de guía: Banda de corneta y tambores Ntra de los angeles.
- Tras el paso de nazareno: Cornetas y Tambores Jesús Nazareno de Huelva.
- Tras el paso de misterio: Centuria Romana Macarena
- Tras el paso de palio: Nuestra Señora de las Nieves de Olivares.

Diversos autores han dedicado piezas musicales a la hermandad:
- Dolores del Cerro (Juan Velázquez Sánchez, 1984)
- Cristo del Cerro (Miguel Ángel Flores del Río, 1992)
- Virgen del Cerro (Ginés Sánchez Torres, 1994)
- Santísimo Cristo del Desamparo y Abandono (Fco. Herrera, 1995)
- Rosa del Cerro (Francisco Herrera Míjez, 1995)
- Pasa la Virgen del Cerro (Ismael Jiménez Gómez, 2000)
- Virgen de los Dolores Coronada (Francisco del Toro Zamora, 2002)
- Coronación (Manuel Marvizón / Juan José Puntas Fernández, 2002)
- Patrona del Cerro Coronada (Fernando Romero Triguero, 2002)
- Salve a la Virgen de los Dolores (J. A. Martín / E. Sánchez, 2002)
- El Cerro (Francisco Montero López, 2006)
- La Virgen del Cerro (Bienvenido Puelles Oliver, 2007)
- Reina y Madre del Cerro (Juan Manuel Cutiño Garrido, 2007)
- Pasa la Virgen de los Dolores Coronada
- Dolorosa del Cerro (Cristóbal López Gándara, 2009)
- Reina del Cerro (Jacinto Manuel Rojas Guisado, 2010)
- Longinos (Jorge Águila Ordóñez, 2011)[11]
- Cirineo de tu humildad (Francisco Javier Pérez Blanes, 2013)[12]
- Jesús de la Humildad (Rubén Meliá, 2018)[13]
- Padre Nuestro (Francisco Javier Torres Simón, 2020)
- Dolores del Cerro Coronanada (José Miguel López Rueda, 2024)

## Paso por la carrera oficial
| Predecesor: El Museo (Lunes Santo) | Orden de entrada en carrera oficial (Martes Santo) 1.er lugar | Sucesor: San Benito |